# Morti nel 1443
| Questa pagina contiene informazioni ricavate automaticamente dalle voci biografiche con l'ausilio del template Bio e di un bot. L'aggiornamento è periodico e automatico e ricostruisce completamente la pagina. Se manca una persona in questa lista, sei pregato di non aggiungerla, ma accertati piuttosto che la sua voce biografica contenga il template Bio e che i dati anagrafici siano correttamente compilati. Se il template Bio manca, inseriscilo tu stesso o, in alternativa, metti l'avviso {{tmp\|Bio}} che ne segnala la mancanza. Se i dati riportati sono sbagliati, correggi direttamente la voce biografica; le modifiche saranno visibili in questa lista entro pochi giorni. Per chiarimenti vedi il progetto biografie. La lista contiene solo le 33 persone che sono citate nell'enciclopedia e per le quali è stato implementato correttamente il template Bio. Pagina aggiornata al 10 ago 2025. |

- 11 gennaio - Étienne de Vignolles, generale francese (n. 1390)
- 16 gennaio - Gattamelata, condottiero italiano (n. 1370)
- 3 febbraio - Branda Castiglioni, cardinale, umanista e mecenate italiano (n. 1350)
- 20 febbraio - Guidantonio da Montefeltro, condottiero italiano (n. 1378)
- 14 marzo - Giovanni del Palatinato-Neumarkt, conte (n. 1383)
- 24 marzo - James Douglas, VII conte di Douglas, nobile scozzese (n. 1371)
- 12 aprile - Henry Chichele, vescovo e arcivescovo inglese
- 9 maggio - Niccolò Albergati, cardinale e vescovo cattolico italiano (n. 1373)
- 18 maggio - Fantino Valaresso, arcivescovo cattolico italiano
- 5 giugno - Ferdinando d'Aviz, principe portoghese (n. 1402)
- 11 luglio - Daniele Scoti, vescovo cattolico italiano (n. 1393)
- 15 luglio - Pietro Besozzi, giurista italiano
- 18 luglio - James Haldenston, religioso scozzese
- 1º agosto - Metrofane II di Costantinopoli, arcivescovo ortodosso bizantino
- 13 agosto - Nicodemo della Scala, vescovo cattolico tedesco
- 16 agosto - Ashikaga Yoshikatsu, militare giapponese (n. 1434)
- 14 settembre - Paolo Correr, politico italiano (n. 1380)
- 14 settembre - Jean de Malestroit, cardinale e vescovo cattolico francese (n. 1375)
- 18 settembre - Luigi di Lussemburgo, arcivescovo cattolico e cardinale francese
- 19 settembre - Ludovico Barbo, abate e vescovo cattolico italiano
- 13 ottobre - Umberto di Savoia, nobile (n. 1377)
- 20 ottobre - Giovanni di Ragusa, cardinale croato
- 11 dicembre - John Cornwall, I barone Fanhope, militare e nobile britannico
- 14 dicembre - Iolanda d'Aragona, principessa (n. 1384)
- Giovanni Charlier, pittore italiano (n. 1380)
- Agostino Favaroni, arcivescovo cattolico italiano (n. 1360)
- Isabella di Urgell, nobile (n. 1409)
- Jelena Lazarević, principessa serba (n. 1366)
- Pietro Giampaolo Orsini, nobile e condottiero italiano
- Francesco Piccolpasso, arcivescovo cattolico italiano
- Lorenzo Ridolfi, giurista, politico e diplomatico italiano (n. 1362)
- Tvrtko II di Bosnia, bosniaco
- Valerano di Saluzzo, nobile